# Paul Bäumer

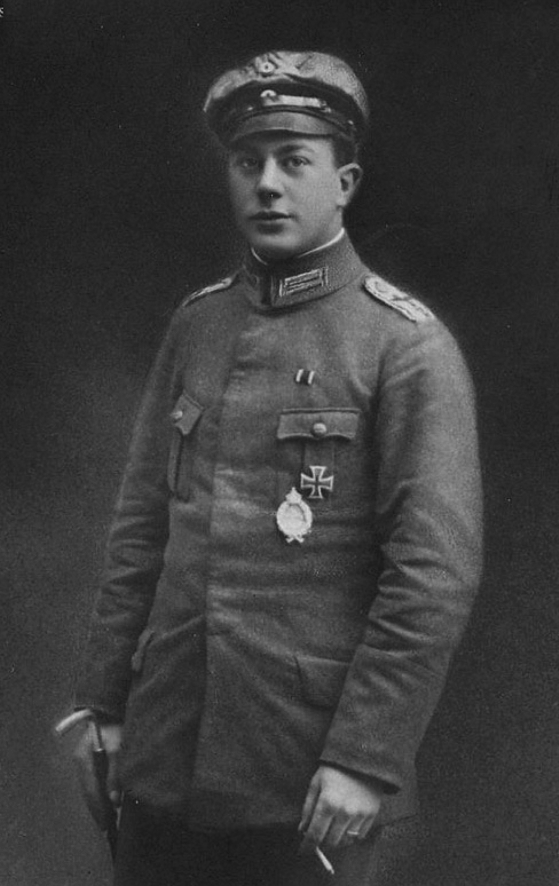
Paul Bäumer

Paul Wilhelm Bäumer (* 11. Mai 1896 in Meiderich, heute Duisburg; † 15. Juli 1927, Öresund) war mit 43 Luftsiegen einer der erfolgreichsten deutschen Jagdflieger im Ersten Weltkrieg.

## Leben
Paul Bäumer reiste als Jugendlicher mit dem Fahrrad an den Bodensee, um dort den Start eines Zeppelins zu beobachten. Seitdem begeisterte er sich für die Fliegerei. Nach dem Besuch der Volksschule erlernte Bäumer bei dem später als Schriftsteller bekannt gewordenen Arzt Josef Winckler den Beruf eines Zahntechnikers. Mit dieser Tätigkeit finanzierte er seine Flugausbildung und erhielt im Sommer 1914 sein Flugzeugführer-Patent.
Als Freiwilliger meldete er sich nach Ausbruch des Ersten Weltkriegs zu den Seefliegern der Marine, wurde aber abgewiesen. Er trat daraufhin in das Ersatz-Bataillon des 8. Rheinische Infanterie-Regiment Nr. 70 ein und kam nach einer knapp zweimonatigen Ausbildung an die Westfront. Bäumer kämpfte zunächst bei St. Quentin in Frankreich und ab Anfang 1915 an der Ostfront, u. a. in der Winterschlacht in Masuren. Bei Grodno wurde er durch einen Schuss in den linken Unterarm verwundet. Nach seiner Genesung setzte man ihn bis Mitte August 1915 noch beim Ersatz-Bataillon seines Regiments ein, bevor Bäumer sich zur Fliegertruppe meldete. Dort war er zunächst als Wachsoldat tätig. Erst als er seinem Kommandeur persönlich meldete, dass er vor dem Krieg bereits Flugstunden genommen hatte, gelangte er in die Fliegerlaufbahn. Er kam zunächst zum Armee-Flugpark 1, ehe er am 26. März 1917 nach Abschluss seiner Ausbildung zur Feldflieger-Abteilung 7 versetzt wurde. Am 28. Juni 1917 wurde er zur Jagdstaffel Boelcke (Jasta 2) und zwei Tage später zur Jagdstaffel 5 weiterversetzt, wo er innerhalb von vier Tagen drei feindliche Beobachtungsballons abschoss. Im August 1917 kam er wieder zur Jagdstaffel Boelcke, bei der er am 12. Februar 1918 das Goldene Militär-Verdienst-Kreuz erhielt. In der Verleihungsurkunde hieß es:

„Der Vizefeldwebel Bäumer ist seit dem 19. Februar 1917 als Flugzeugführer an der Front. Am 12., 13. und 15. Juli 1917 schoß er je einen feindlichen Fesselballon ab. Bei der Jagdstaffel Boelcke erzielte er seit September fünfzehn weitere Abschüsse. Diese Anzahl von Luftsiegen einem überlegenen Feinde gegenüber errang er auf Grund seines hervorragenden Angriffsgeistes und persönlichen Mutes.“

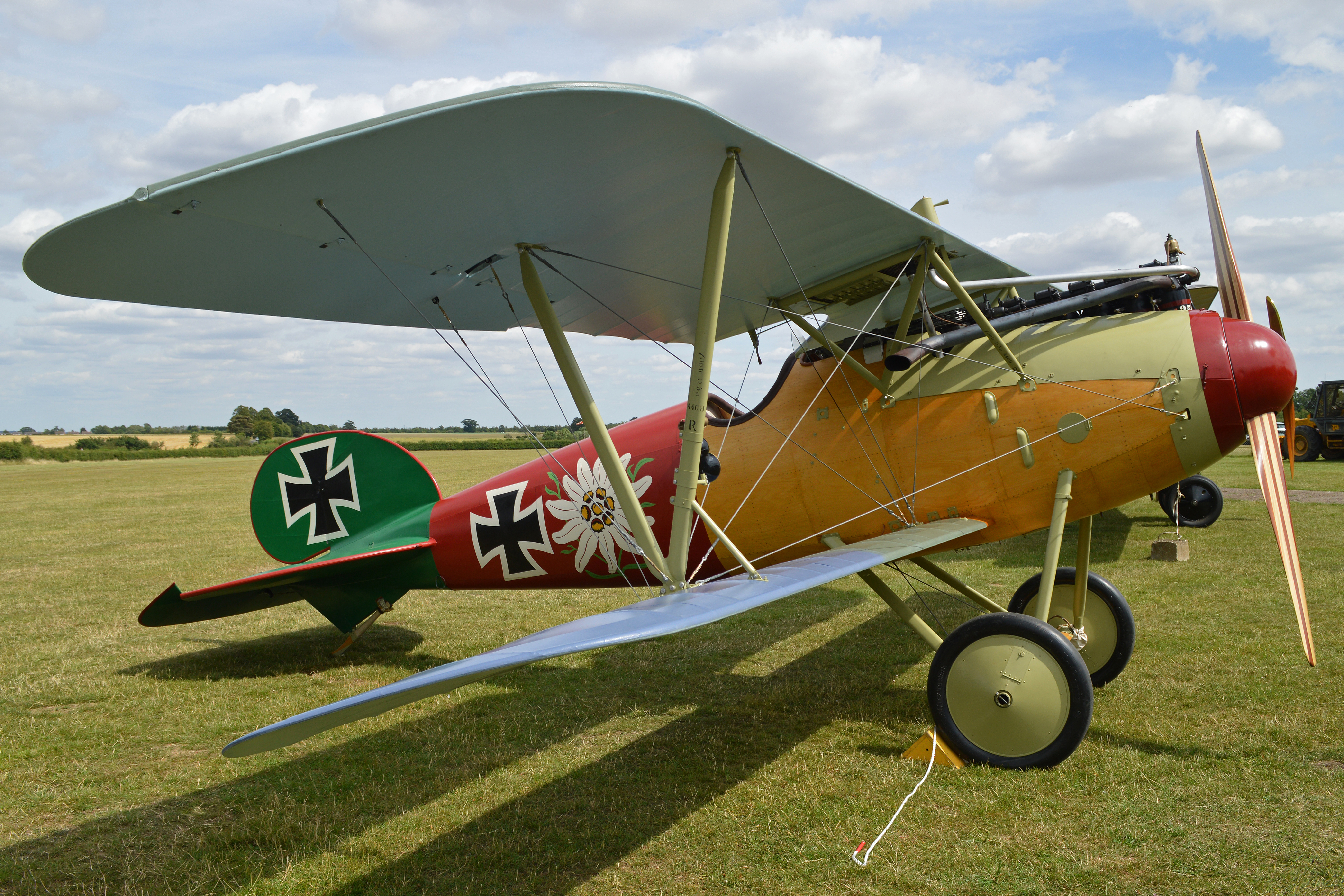
Eine flugfähige Replica von Bäumers Albatros D Va (2015)

Bäumer wurde am 10. April 1918 zum Leutnant der Reserve befördert und selbst einmal brennend abgeschossen, konnte sich aber mit einem Fallschirmabsprung retten. Nach seinem 30. Luftsieg wurde Bäumer zum Pour le Mérite vorgeschlagen. Er erhielt die höchste preußische Tapferkeitsauszeichnung durch A.K.O. vom 2. November 1918. Bis Kriegsende hatte er insgesamt 43 Luftsiege errungen.

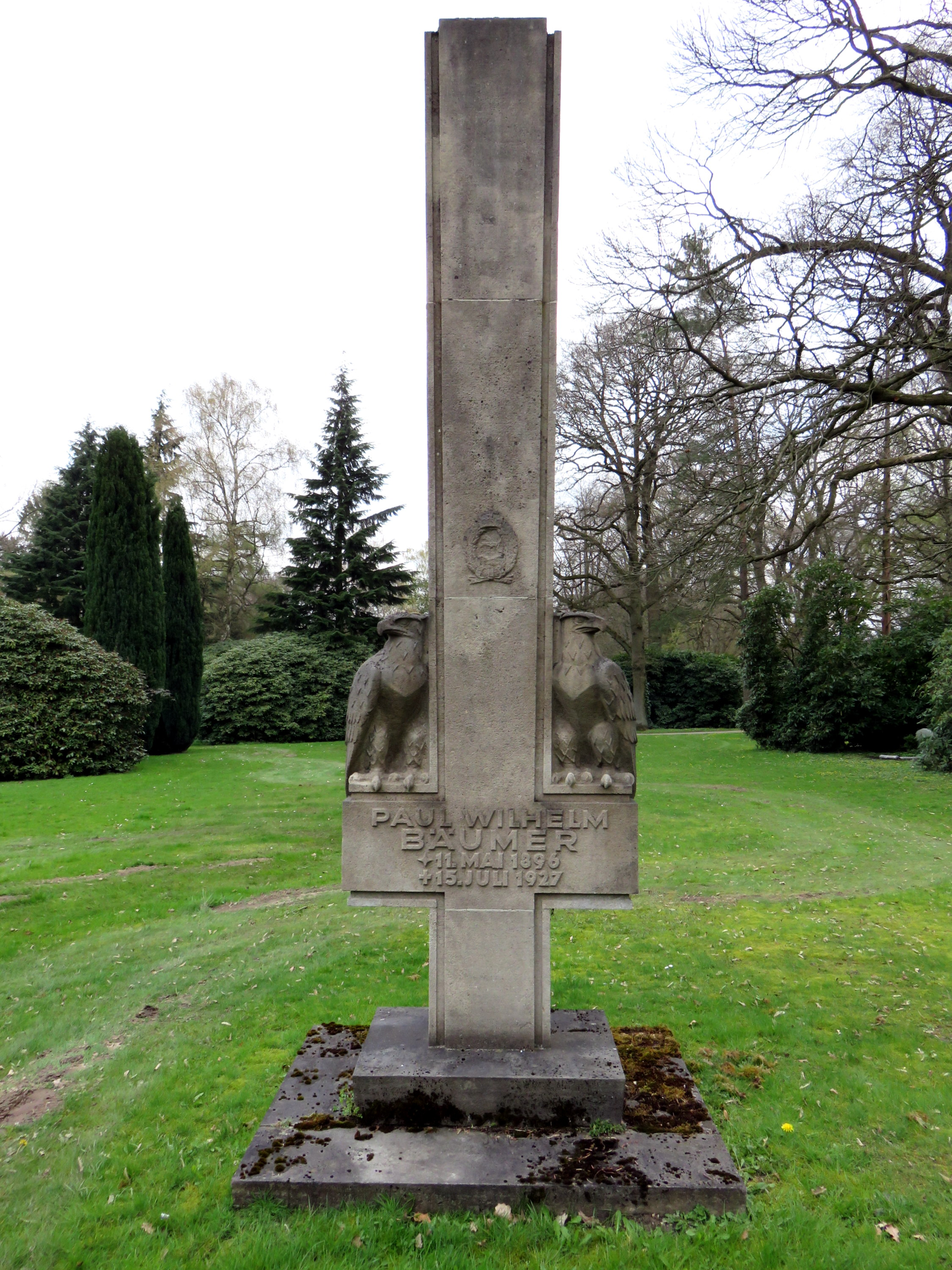
Grabmal auf dem Friedhof Ohlsdorf

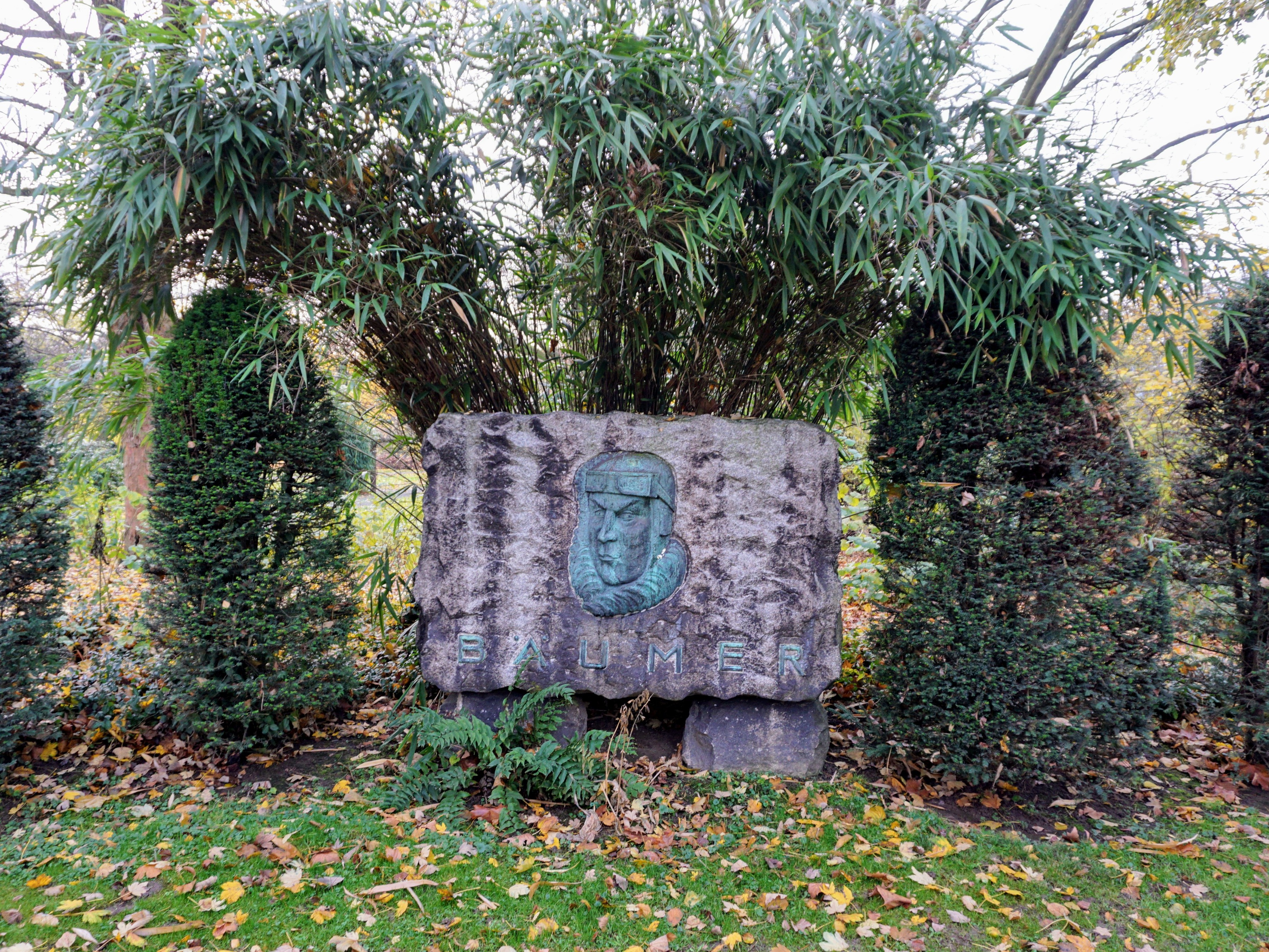
Das Denkmal für Paul Bäumer im Stadtpark von Duisburg-Meiderich

Nach dem Krieg kehrte Bäumer zunächst in seinen Beruf zurück und legte das Examen als Zahnarzt ab. Im Oktober 1922 gründete er zusammen mit seinem Kriegskameraden Harry von Bülow-Bothkamp (1897–1976) die Flugzeugbaufirma „Bäumer Aero GmbH“ in Hamburg und betätigte sich als Kunstflieger. Am 15. August 1924 startete in Hamburg die von den TH-Praktikanten Walter Günter (1899–1937), Walter Mertens und Werner Meyer-Cassel konstruierte Bäumer B I Roter Vogel zu ihrem Erstflug, die am alljährlichen Rhön-Segelflugwettbewerb teilnehmen sollte. Die mit einem Douglas-Zweizylinder-Boxermotor mit 5,9 kW (8 PS) Leistung ausgestattete Maschine war zwar nur auf Gefälle eigenstartfähig, erreichte aufgrund ihrer geringen Masse von 235 kg aber eine Spitzengeschwindigkeit von 115 km/h und erhielt ein Preisgeld bei dem Wettbewerb in Höhe von 2000 Mark.
Im Mai 1925 folgte die Bäumer B II Sausewind, die am BZ-Preis der Lüfte teilnehmen sollte und beim Deutschen Rundflug und Otto-Lilienthal-Wettbewerb Preise gewann. Die Maschine war ein aerodynamisch fortschrittlicher Eindecker mit elliptischem Flügel und einem 48 kW (65 PS) starken Wright-L4-Dreizylindermotor. Von dieser Maschine wurde eine Doppeldeckervariante als Bäumer B III Alsterkind und 1926 eine Weiterentwicklung Bäumer B IV Sausewind abgeleitet. Von letzterer wurden drei Exemplare gebaut, wovon eine im Juli 1927 mit 6782 m einen Höhenweltrekord aufstellte.
Die nächste Maschine stellte die von den Gebrüdern Siegfried und Walter Günter entworfene Bäumer B V Puck dar, welche als Kunstflugdoppeldecker dienen sollte, aber wegen Motorproblemen nie fertig wurde. Während des Einfliegens der neuen Rohrbach Rofix stürzte Paul Bäumer am 15. Juli 1927 zwei Kilometer vor der Küste in den Öresund. Seine letzte Ruhestätte fand er auf dem Friedhof Ohlsdorf in Hamburg (Grablage: H6 – 188).
Die Gebrüder Günter entwickelten Mitte 1929 noch die Bäumer B VI Libelle. Von diesem Typ wurden zwei Exemplare gebaut, die aber beide 1930 abstürzten. Im selben Jahr gaben die Brüder die Firma auf.

## Sonstiges
Die „Paul-Bäumer-Straße“ in Duisburg-Meiderich wurde nach ihm benannt. Im Stadtpark Meiderich befindet sich in der Nähe der Paul-Bäumer-Straße ein Denkmal für Paul Bäumer. Früher hieß auch der Vorplatz des Hamburg Airport nach Bäumer Paul-Bäumer-Platz. Nach Aufhebung dieses Platzes durch den Bau der Umgehung Fuhlsbüttel wurde eine nahegelegene Brücke nach Bäumer benannt. In Berlin-Tempelhof befindet sich im so genannten Fliegerviertel eine nach Paul Bäumer benannte Straße namens „Bäumerplan“.
Auch in Stuttgart-Sillenbuch gibt es in Erinnerung an den Jagdflieger einen Paul-Bäumer-Weg. In direkter Nachbarschaft liegen der Heinrich-Gontermann-Weg und der Werner-Voß-Weg.
Bäumer war seit 1924 Mitglied des Pépinière-Corps Suevo-Borussia.
Ein Nachbau in den Farben der von Bäumer während seiner Zeit bei der Jagdstaffel Boelcke geflogenen Fokker Dr.I ist im Technikmuseum Speyer als Exponat ausgestellt.
Die Hauptfigur in Remarques „Im Westen nichts Neues“ hat nur zufällig denselben Namen wie der deutsche Jagdflieger Paul Bäumer.

## Auszeichnungen
- Eisernes Kreuz (1917) II. und I. Klasse
- Goldene Militär-Verdienst-Kreuz am 12. Februar 1918
- Königlicher Hausorden von Hohenzollern, Ritterkreuz mit Schwertern
- Pour le Mérite am 2. November 1918
- Verwundetenabzeichen